# NGC 7051
NGC 7051 este o emission-line galaxy⁠(d) situată în constelația Vărsătorul. A fost descoperită în 30 iulie 1827 de către John Herschel.